# Примула Малакоідес
Primula malacoides, яку називають казковою примулою або дитячою примулою, є багаторічним видом примули, що походить із Гімалаїв, Ассаму в Індії, М'янми та південно-центрального та південно-східного Китаю. Це популярна рослина для опалювальної теплиці або оранжереї через те, що ця рослина не морозостійка. Отримала нагороду Королівського садівничого товариства за садові заслуги.

## Опис
Квіти цієї рослини зазвичай мають червоні, рожеві та білі забарвлення, іноді з жовтою серцевиною.
Їх волохате листя має розміри 4-8 см і блідо-зеленого кольору. Зазвичай вони виростають до 30 см в поперечнику і 20-40 см у висоту. Досить високий однорічник, виростає до 50 см у висоту і має подовжене, овальне листя із зубчастою кромкою, яке зібране в щільну розетку. Цвісти рослина починає наприкінці осені, у цей час на кущі формуються 8 яскравих квітконосів з ярусними мутовками на верхівці. На них виростає приблизно 45 крихітних квіток і в діаметрі вони досягають всього 15 мм.

## Історія
Цей вид вважався бур'яном, оскільки він ріс на рисових полях китайських фермерів. Ця рослина була виведена з насіння Джорджем Форрестом в 1908 році. Цей вид почав набирати популярність серед комерційних виробників в Англії. Протягом десяти років новий барвистий і ароматний різновид продавався в теплицях США та Європи. На початку 20-го століття було представлено багато названих сортів.

## Культивування
Примулу малакоїдес розмножують насінням. Найкращі терміни посіву насіння — червень — початок липня. Утворення квіткових зачатків у неї залежить від температурних умов період розвитку. Оптимальною вважають температуру 6-8 ° С, хоча зачатки закладаються і при 12-14 ° С. За більшої температури процес припиняється і рослини не цвітуть або цвітуть дуже повільно. Якщо посів провести раніше, то на момент закладки квіткових бруньок буде ще спекотно, при цьому рослини розвинуть велику вегетативну масу, але надалі не зацвітуть. При пізніх посівах примула зарано піддається впливу низьких температур, розвивається при недостатній інтенсивності освітлення і зацвітає слабо.
Цей вид є популярною декоративною рослиною і може використовуватися як кімнатна рослина або як оранжерейна рослина.
Рослину потрібно вирощувати на родючому, добре дренованому ґрунті з регулярним поливом.

## Шкідники і хвороби
Примула вважається досить невибагливою квіткою, яка рідко уражається хворобами та шкідниками. Майже всі проблеми з вирощуванням пов'язані з помилками під час догляду за рослиною. Ви можете самостійно визначити, яке лихо трапилося з домашньою красунею за характерними ознаками: Пожовтіння листя — перша ознака несприятливих умов зростання. Знижена вологість, рідкісні або надто часті поливи, а також надлишок добрив спричиняють жовтизну.
Гниль — попадання води на листя, неправильне поливання і застій вологи призводить до виникнення гнилі. Намагайтеся скоригувати режим поливу, а у запущених випадках необхідно пересадити рослину.
В'язання — швидке опадання та потемніння листя зазвичай пов'язане з низькою вологістю повітря та рідкими поливами.
Плямистість — грибкова хвороба, яка в короткий термін може знищити кущі з пишними квітами. Вона виникає на тлі занадто частого поливу та застою води. Листя покривається сірими плямами і втрачає декоративний вигляд.
Рамуляріоз — захворювання, при якому листя покривається жовтими плямами, а потім починає відмирати. У зоні ризику знаходяться кущі, що живуть у прохолоді та вогкості.
Павутинний кліщ — червоні павуки з'являються на внутрішній стороні листа і починають пити соки рослини, заодно огортаючи своєю павутиною життєво важливі пори. Позбавитися цих шкідників рекомендують за допомогою акарицидів і фунгіцидів.

## Токсичність
Листя може викликати подразнення. Рекомендовано одягати рукавички при роботі з цією рослиною.
Рослина також може викликати у деяких людей алергію, головний біль і висип.